# Sebastián Aguilera de Heredia
Sebastián Aguilera de Heredia (Zaragoza, baut. el 15 de agosto de 1561-Zaragoza, 16 de diciembre de 1627) fue un organista y compositor español, máximo exponente de la Escuela Aragonesa, y puente entre las figuras de Antonio de Cabezón y Francisco Correa de Arauxo.

## Biografía

### Antecedentes y primeros años
Su padre, Sebastián de Aguilera, era zapatero. Contrajo matrimonio con Magdalena Díaz de Heredia el 7 de agosto de 1557. En 1559 nació Juan, hermano mayor del músico; y en 1565, su hermana María.
Debido a la ausencia de fuentes, no están del todo claros los antecedentes musicales de la familia Aguilera, aunque la presencia de Pedro Ruimonte parece un factor determinante. Aguilera debió ser asimismo discípulo de Juan Oriz, organista antecesor suyo en la Seo.
Las capitulaciones matrimoniales de la hermana del organista indican que en 1582 este era estudiante en el Estudio General de Zaragoza, época en la que seguramente ostentaría algún puesto de organista (se tienen referencias de pagos) como consecuencia al temprano fallecimiento de su padre. El 19 de enero de 1584 se ordenó clérigo, recibiendo la primera tonsura, siendo adscrito a la iglesia de San Pablo, aunque con desconocimiento de sus funciones.

### Organista en la Catedral de Huesca
Un año después, el 27 de septiembre de 1585, fue nombrado organista primero de la catedral de Huesca, época de gran actividad. Se sabe que en Huesca desempeñó su cargo con excelentes resultados, tanto que los capitulares oscenses aumentaron notablemente las retribuciones. En 1588 supervisó la construcción del gran órgano de la catedral, encomendado al logroñés Gaspar Marín, en contrato firmado el 27 de febrero del mismo año. Importante es el conocimiento de la construcción de este órgano para la interpretación de obras del compositor aragonés, especialmente en materia de registración (destacada es la aparición de dulzainas y registros partidos). Regresó a Zaragoza en 1603, dejando una gran huella en el cabildo de la Catedral.

### Nueva vida en la Seo
Su vuelta a Zaragoza probablemente se debió a motivos familiares, ya que allí conservaba aún varios sobrinos; aunque los principales indicios apuntan al puesto de organista en la Seo.
El 29 de septiembre de 1603 tomó posesión de su ración en el templo de El Salvador. Un acuerdo capitular de La Seo del 22 de abril de 1605 dispensaba a Aguilera de residir en el coro en las horas canónicas, debido a su enorme reconocimiento como organista, y se le concedió una paga extraordinaria para que una persona se hiciera cargo de las doce misas que su ración le obligaba a decir cada mes, siendo responsable de esta función el segundo organista Diego Gascón.
Hasta el 22 de septiembre de 1610 no adquirió Aguilera su casa en Zaragoza, en la calle de los Arcedianos. La preocupación de Aguilera por el preocupante estado del órgano de la Seo le llevó a pedir su arreglo en mayo de 1605.
Gaudisto de Lupo fue el principal responsable de la reparación del viejo órgano de la catedral aragonesa, ya que antes había pasado por la Catedral de Huesca, de la cual importó las innovaciones para el nuevo órgano.
En 1618 publicó Aguilera su libro de magníficats Canticum Beatissimae Virginis Deiparae Mariae, a cuatro, cinco, seis y ocho voces, obra magistral tremendamente difundida y empleada habitualmente en catedrales españolas, donde se aprecia un gran uso de la policoralidad.

### Últimos años de organistía
A la muerte de Diego Gascón en 1620, Aguilera recomendó a su discípulo José Ximénez para sustituirle, que demostró una extraordinaria capacidad. El 10 de diciembre de 1627, Sebastián Aguilera hizo testamento ante el notario Pedro Martínez de Aztarbe, nombrando herederos a sus familiares, y ejecutores de su testamento a Alonso de Francia y Espés, y a José Ximénez, su alumno y directo sucesor. El 16 de diciembre falleció siendo enterrado en la capilla de San Leonardo de la Seo.

## Obra

### Análisis y repercusión
A pesar de que la obra de Aguilera se encuadra siempre dentro del siglo XVII, desde el punto de vista estético no puede olvidarse su dependencia de la severa polifonía del siglo XVI. Las dieciocho obras conservadas representan el pensamiento organístico español vigente entre 1580 y 1600. Constituyen el legado organístico español más inmediatamente posterior a Antonio de Cabezón; de ahí que las obras de Aguilera aúnen sobriedad y equilibrio, aunque lleven ya el germen de ciertas novedades estilísticas de corte más barroco que anuncian un temprano Francisco Correa de Arauxo.
Habitualmente se compara la obra de Aguilera con la de Coelho en Portugal o Correa de Arauxo en Castilla, que estarían en su plenitud creadora a comienzos del siglo XVII, la obra del maestro aragonés se caracteriza por una construcción clara y lógica, con un enorme sentido del equilibrio sin ningún tipo de exceso, concentración en el tema, preferencia por la forma en dos o tres secciones unidas pro breves puentes glosados bajo los principios de Diego Ortiz, modificando el tema unitario y diferenciándolo a través de otro esquema rítmico o motivo, variando asimismo el compás de sección a sección con inclusión de hemiolias; riqueza armónica mas no cromática sin perder la intensidad potenciada con las falsas y anticipaciones, amén de otros recursos a modo de herencia directa de la tradición renacentista, y en especial, de Italia.
Contrariamente a Correa y Coelho, Aguilera usa menos elementos técnico-instrumentales y es más renacentista en su concepción; nunca intenta exhibir destreza y mecanismo de mero corte técnico, sino un lenguaje noble y exacto. Su mayor contribución a la tecla, los cuatro tientos de medio registro de bajo que se conservan (números 7, 8, 9 y 17 en el catálogo principal) muestran tratamientos novedosos del contrapunto organístico. El bajo solista, simple o doble en ciertos casos, acompañado generalmente en acordes llenos en la mano derecha, tendrá una grandísima influencia en los compositores posteriores. Se cree que estos “medios registros” de Aguilera son los más antiguos que se conocen. Aparte de las breves y ocasionales secciones imitativas, las abundantes frases melódicas del bajo tienden a conformar una cadena de secuencias sobre las modulaciones descendentes y ascendentes basadas en el círculo de quintas. De nuevo el aspecto rítmico es la fuente esencial de recursos.
La ensalada también se aparta de los cánones, ya que presenta una estructura mucho más compleja debido a la diversidad de secciones y temas. Igual sucede con el Discurso sobre los saeculorum, trazando sobre el plano armónico una rica estructura con multitud de temas relacionados entre sí. Al igual que en sus contemporáneos, en toda la obra existen citas literales de las diferentes cláusulas gregorianas de los saeculorum que corresponden al octoecos, en todo un monumento al contrapunto estricto. Aguilera es el primero que diferencia entre tiento y discurso, herencia que toma F. Correa de Arauxo.
Extraordinaria es la riqueza de la obra de Aguilera a pesar de los pocos restos de su obra que se conservan. Aún disponiendo sólo de 18 ejemplos, es posible ver las profundas diferencias entre unos y otros. Especial importancia tiene en su música el factor cadencial, que alcanza un carácter novedoso y mucho más desarrollado. Es una forma muy rara en el órgano español del siglo XVI, si bien aparece en algunos tientos de Correa de Arauxo como antesala de una cadencia tradicional. Andrés de Sola, heredero de Aguilera, la emplea en el primero de sus dos Tientos de medio registro de mano derecha. Este recurso será uno de los elementos característicos de la tecla española del s. XVIII, en Domenico Scarlatti, Carlos Seixas, y por encima de todo, en Antonio Soler.

### Índice completo de obras
Su obra se halla esparcida por los archivos de Barcelona, la Biblioteca Nacional de España, Jaca, el Monasterio de El Escorial, Oporto y Valencia.
1. Música Vocal:
- Canticum Beatissimae Virginis Deiparae. Octo modis seu tonis compositium, quaternis vocibus, quinis, senis et octonis concinendum (Zaragoza, Tip. Pedro Cabarte, 1618)

2. Órgano:
- 1- Pange lingua a 3 sobre bajo por Ce-sol-faut;
- 2- Pange lingua a 3 sobre tiple;
- 3- Salve de Lleno de 1.er tono;
- 4- Salve de 1.er tono por De-la-sol-re;
- 5- Primera obra de 1.er tono;
- 6- Segunda obra del 1.er tono;
- 7- Primer registro de bajo del 1.er tono;
- 8- Segundo registro de bajo del 1.er tono;
- 9- Tercer registro de bajo del 1.er tono;
- 10- Primer tiento de falsas del 4.º tono;
- 11- Segundo tiento de falsas del 4.ºtono;
- 12- Tiento grande del 4.º tono;
- 13- Falsas del 6.º tono;
- 14- Tiento del 8.º tono por De-la-sol-re;
- 15- Obra de 8.º tono por Ge-sol-re-ut;
- 16- Obra de 8.º tono alto: Ensalada;
- 17- Dos bajos de 8.º tono;
- 18- Discurso sobre los saeculorum.
- 19- [?] Tiento de Batalla de 8.º Tono.